# Микулин (Рівненський район)
Мику́лин — село в Україні, у Гощанській селищній громаді Рівненського району Рівненської області. Орган місцевого самоврядування — Гощанська селищна рада. Населення становить 464 особи (станом на 2001 рік). Село розташоване на північному заході Гощанської громади, за 11,3 кілометра від центру громади.

## Географія
Село розташоване на правому березі річки Горині. Лежить за 11,3 км на північний захід від центру громади, фізична відстань до Києва — 263,9 км.

## Історія
У 1906 році село Тучинської волості Рівненського повіту Волинської губернії. Відстань від повітового міста 22 верст, від волості 5. Дворів 59, мешканців 602.
12 червня 2020 року, відповідно до розпорядження Кабінету Міністрів України № 722-р від «Про визначення адміністративних центрів та затвердження територій територіальних громад Рівненської області», увійшло до складу Гощанської селищної громади.
19 липня 2020 року, в результаті адміністративно-територіальної реформи та ліквідації Гощанського району, село увійшло до складу новоутвореного Рівненського району.

## Населення
Станом на 1989 рік у селі проживали 508 осіб, серед них — 234 чоловіки і 274 жінки.
За даними перепису населення 2001 року у селі проживали 464 особи. Рідною мовою назвали:
| Мова       | Кількість осіб | Відсоток |
| ---------- | -------------- | -------- |
| українська | 462            | 99,57 %  |
| російська  | 1              | 0,22 %   |
| білоруська | 1              | 0,22 %   |

## Пам'ятки
- Пам'ятник воїнам-односельчанам[d];